# Georgiens håndboldlandshold (herrer)
Georgiens håndboldlandshold for mænd er det mandlige landshold i håndbold for Georgien. Det repræsenterer landet i internationale håndboldturneringer. De reguleres af Georgiens håndboldforbund.